# Rekreace

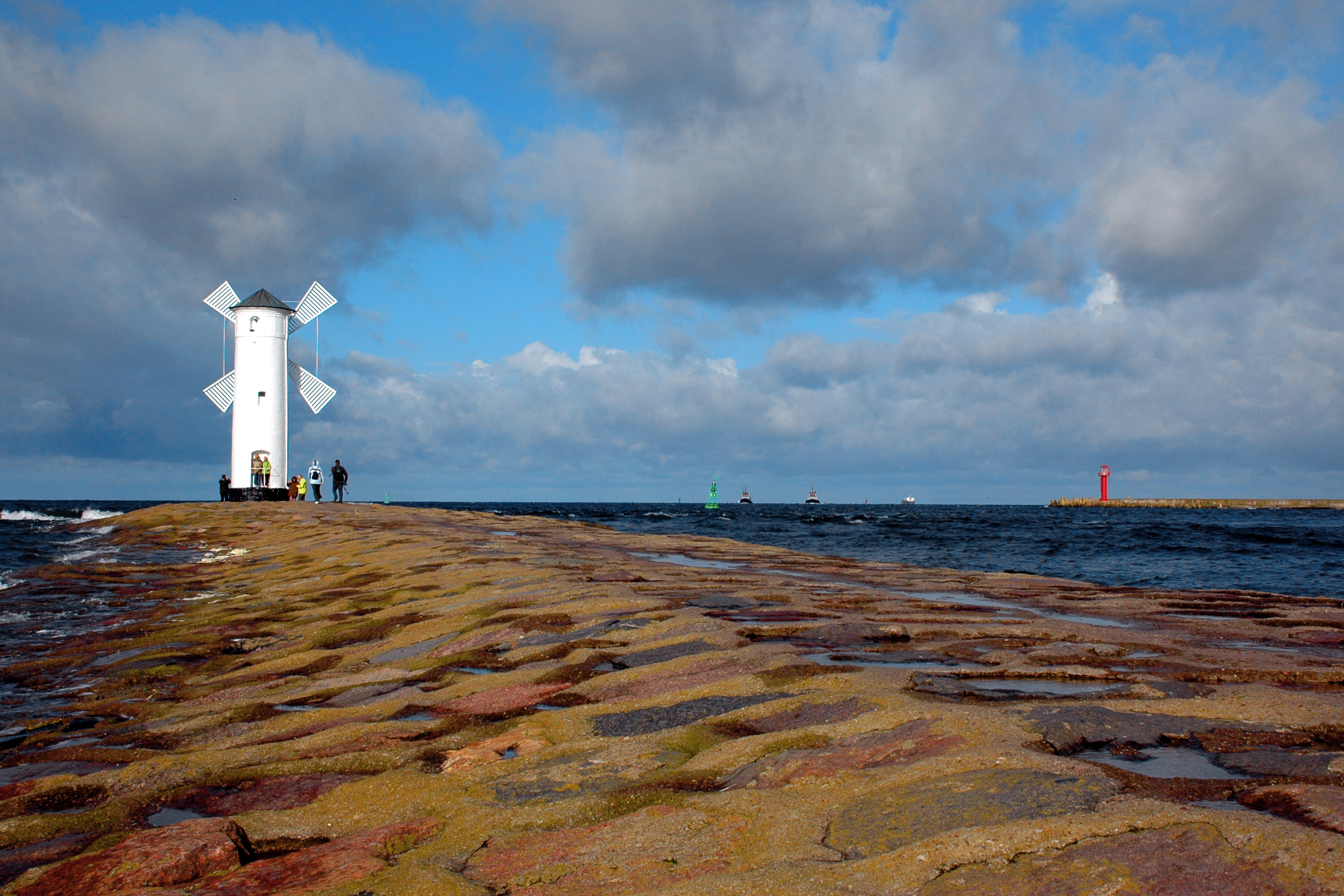
Chodit u moře, Svinoústí, Polsko

Rekreace označuje čas nebo aktivitu, kterou lidé věnují aktivnímu nebo pasivnímu odpočinku při němž regenerují svoje tělo nebo mysl.
Toto slovo vychází z latinského slova creare čili tvořit, vyrábět a přidání předpony re, vyjadřující proces obnovení, znovuvytvoření něčeho, co již existovalo a má se vrátit do původního stavu. Rekreace je někdy považována také za synonymum pro oddech nebo osvěžení. Velmi podobný význam má také slovo relaxace. Pojem rekreace také vymezuje prostor, umožňující realizaci zálib a zájmů, kultivaci vlastních tvořivých sil, schopností atd. Podle obsahu lze rekreaci členit na jednotlivé druhy: Kulturně-umělecká, intelektuální, sociální, zájmová a pohybová.
Rekreace v obecném významu stojí v opozici k prokreaci. Zatímco prokrativní konání směřuje k tvořivé produkci, např. v biologii k plození, rekreativní činnost takový účel v principu postrádá. Při aplikaci tohoto pravidla na odpočinkové a volnočasové aktivity, jak je rekreace obvykle vnímána, docházíme ke zdánlivému paradoxu, neboť řada rekreačních aktivit jako kutilství apod. směřuje k produkci. Ta zde však není primárním cílem, nýbrž spíše vedlejším produktem, prostředkem k aktivnímu odpočinku a regeneraci těla nebo mysli.
V prostředí katolických klášterů znamená volný čas, který mniši a řeholníci používají ke společnému neformálnímu setkání, rozhovorům a odpočinku. Je výrazem života ve společenství, který je protiváhou života o samotě (určitá míra samoty je vlastní každému řeholnímu společenství).